# Музей історії Харківської станції швидкої медичної допомоги

Меморіальна дошка М. О. Молохову

Музей історії Харківської станції швидкої медичної допомоги — музей в будівлі Управління станції швидкої медичної допомоги. Харківська станція швидкої медичної допомоги отримала власну будівлю в 1914 р. Старшим лікарем, ще до створення станції, був призначений Микола Олександрович Молохов, який організував роботу станції, обладнав її і був незмінним керівником до самої своєї смерті. В залі центральної диспетчерської М. О. Молохов створив музей, в якому розміщались шафи з анатомічними препаратами, зброєю, отрутами, що застосовували самогубці. Після смерті Молохова в 1956 р. експонати музею зникли. В 2000 р. працівники станції відновили й облаштували музей заново.